# Odpad

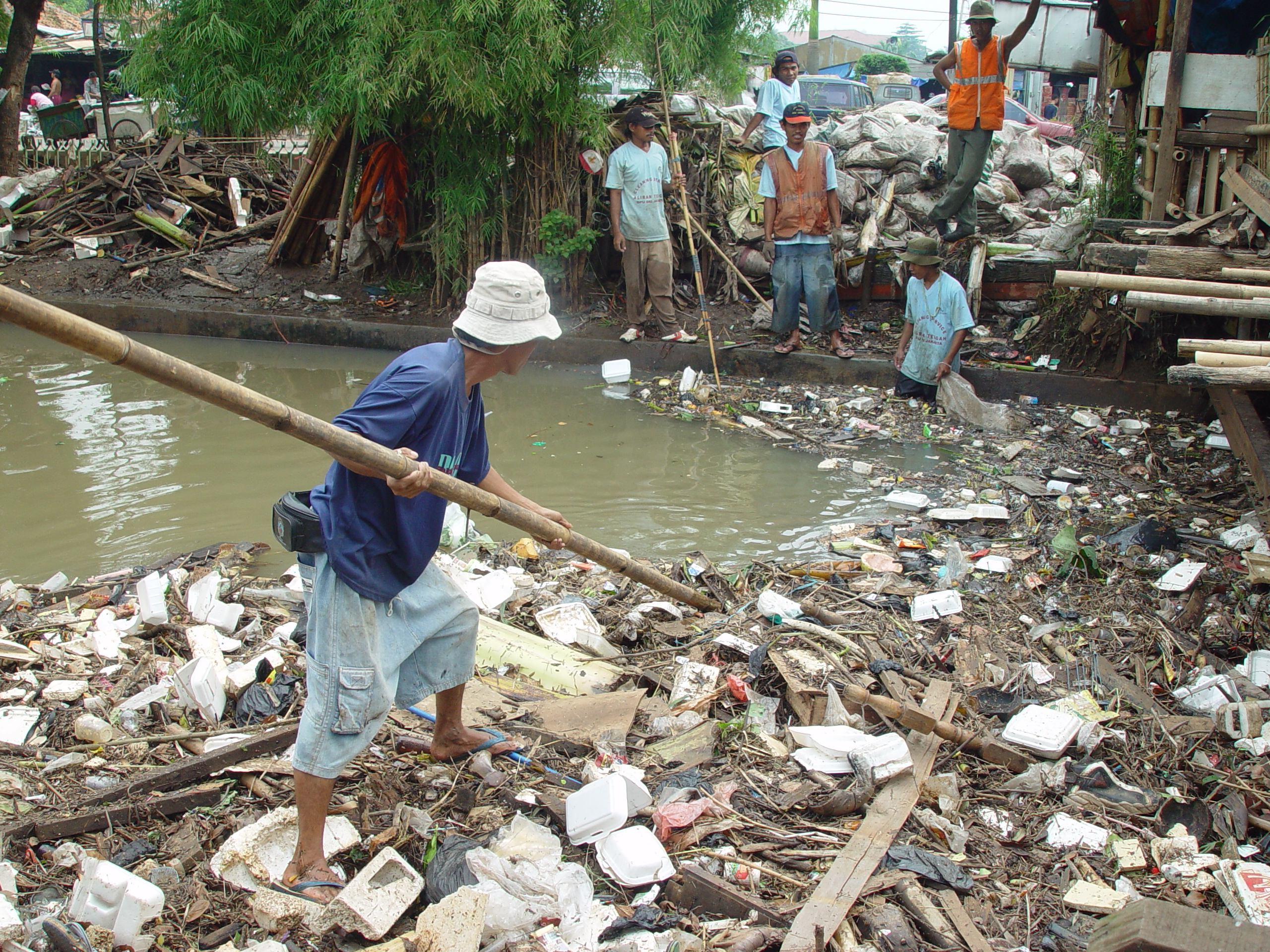
Fotografie odpadu ve slumu v Jakartě

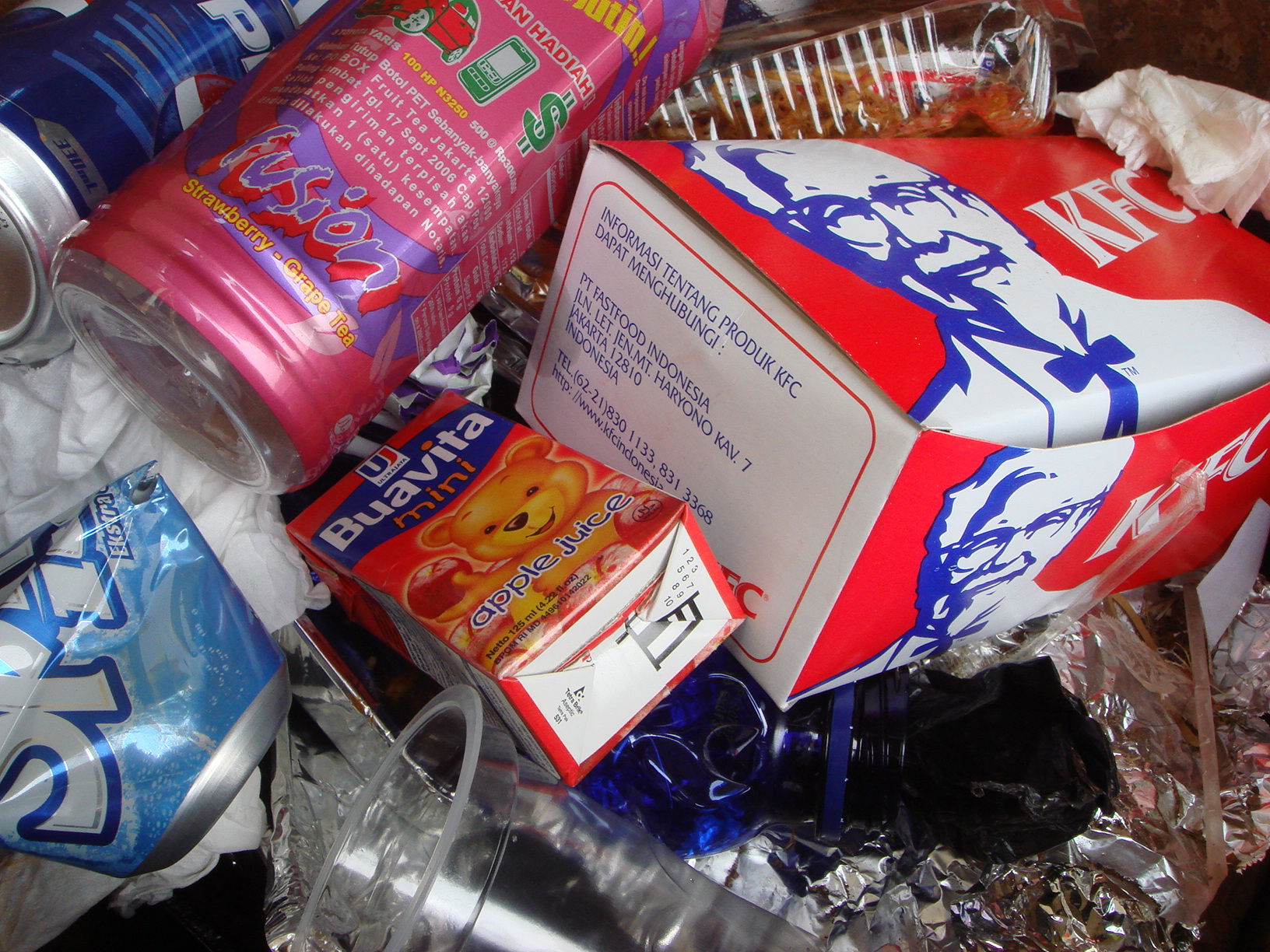
Příklad odpadu, produkovaného běžnou domácností

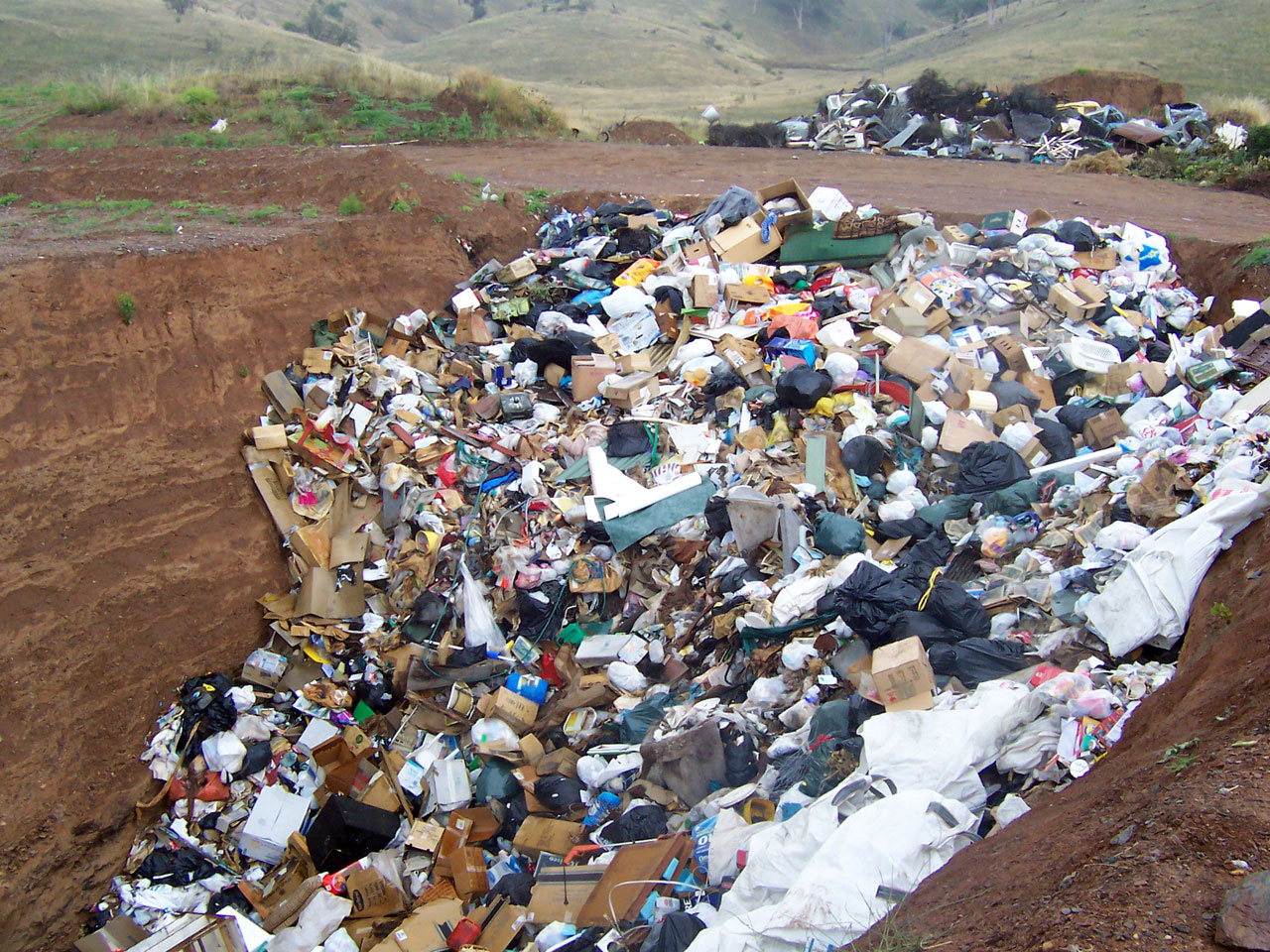
Odpad na skládce

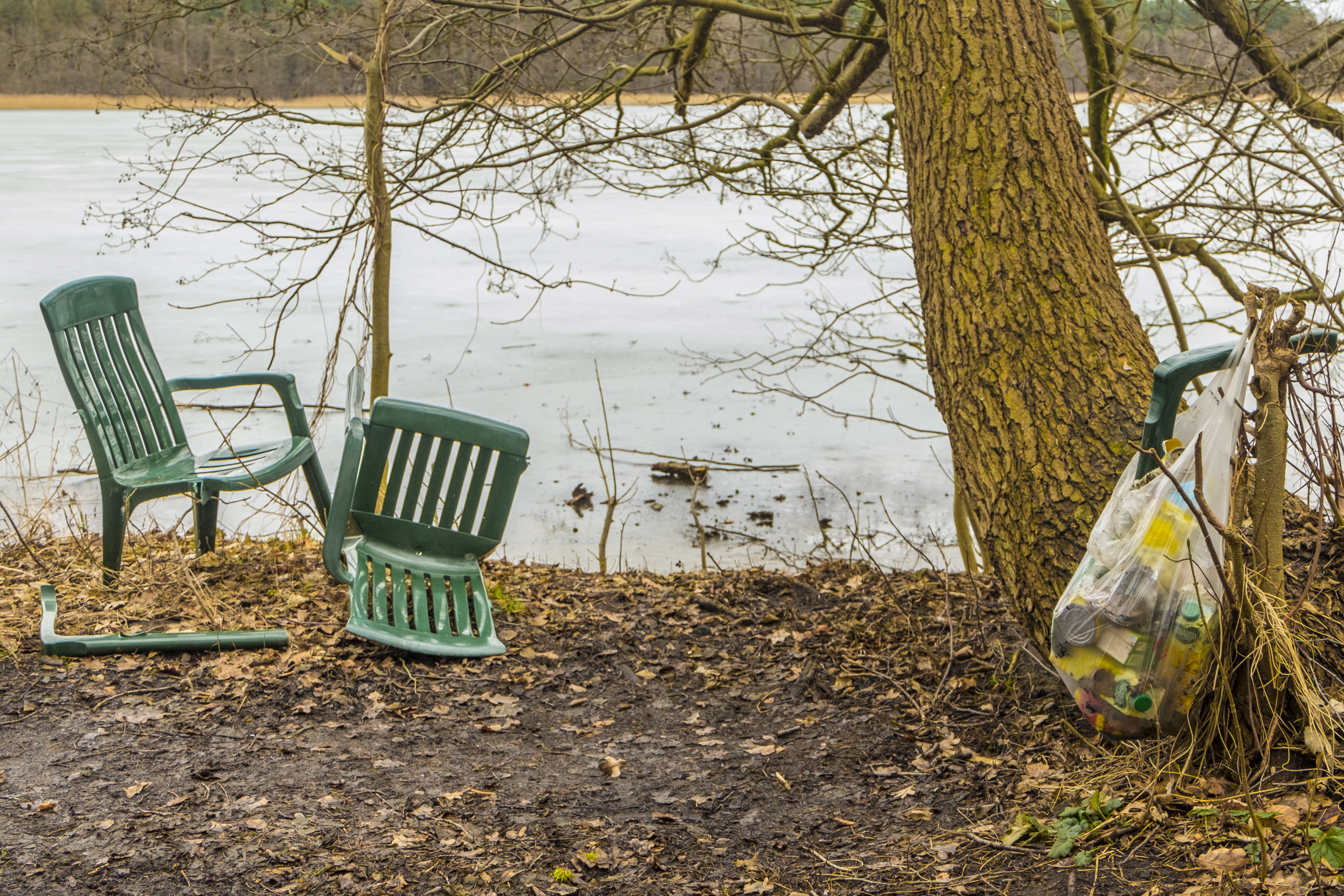
Odpad v přírodě

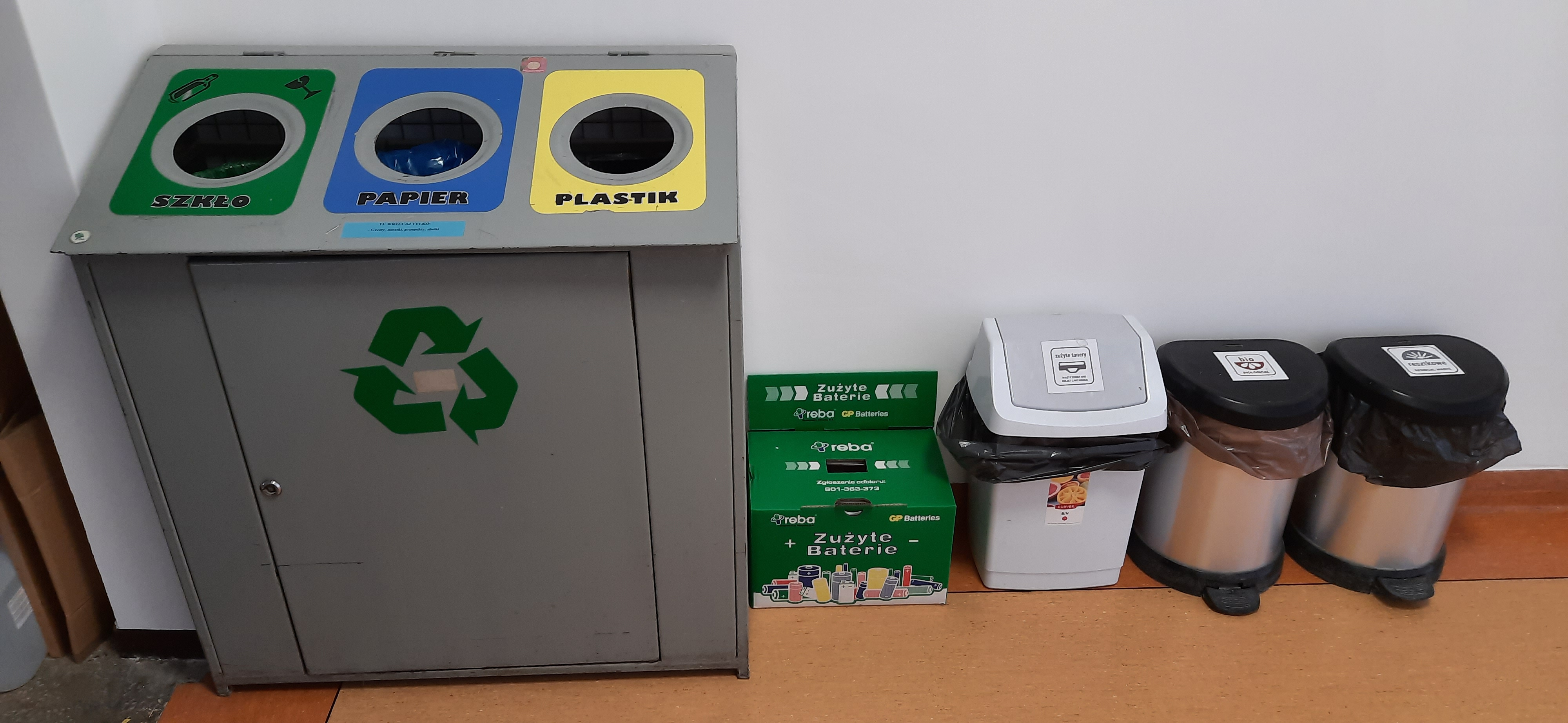
Recyklační bod, Gdaňská technická univerzita

Odpad je movitá věc, které se někdo zbavuje nebo má úmysl nebo povinnost se jí zbavit.

## Druhy odpadu
Odpady se primárně klasifikují podle nebezpečnosti do dvou kategorií:
- Nebezpečný odpad (NO) - odpad, který vykazuje jednu nebo více nebezpečných vlastností[2]
- Ostatní odpad (OO) - odpad, který není nebezpečný

V České republice se odpad dále klasifikuje podle katalogu odpadů, který jej rozděluje do 20 skupin dále podskupin a druhů, případně i podruhů. Toto členění zohledňuje jak materiálový charakter odpadu, tak jeho původ v konkrétním odvětví, oboru nebo technologickém procesu . Běžnými skupinami odpadů jsou např. skupina 17 Stavební a demoliční odpady nebo skupina 20 Komunální odpady.  
- Komunální odpad – je podle platné legislativy veškerý odpad vznikající při činnosti fyzických osob (domácností) na území obce.
- Zbytkový komunální odpad je složka komunálního odpadu, která zbývá po vytřídění využitelných a nebezpečných složek a objemného odpadu.
- Tuhý komunální odpad (TKO) – je komunální odpad, který si za běžných atmosférických podmínek uchovává svůj tvar
- Domovní odpad – je odpad z domácností a z činností spojených s úklidem obytných objektů. Jedná se především o běžný odpad z denní spotřeby domácností.
- Biologicky rozložitelný odpad – je jakýkoli odpad, který je schopen anaerobního nebo aerobního rozkladu (např. potraviny, odpad ze zeleně, papír)[4]

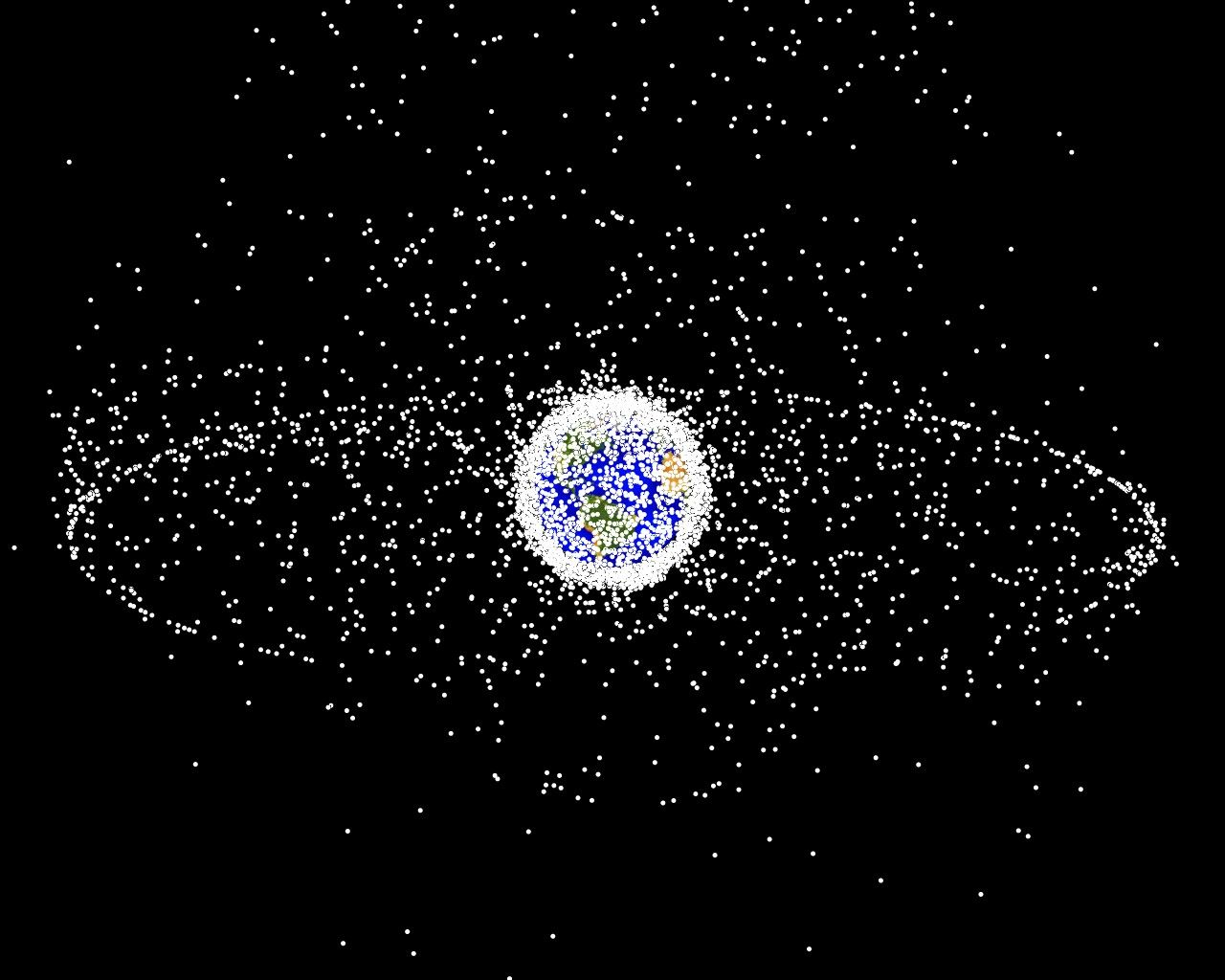
Počítačová vizualizace kosmického odpadu kolem Země

Odpad se také nachází na dně a hladině jezer, moří a oceánů (jako například Great Pacific Garbage Patch), ale i ve vesmírném prostoru jako kosmické smetí.
Odpady lze dělit z různých hledisek. Podle skupenství hmoty se dělí na pevné a kapalné, podle původu na odpady z těžby, průmyslové odpady, zemědělské odpady a komunální odpady. Specifickým druhem odpadu jsou odpady z výroby, především strojírenské. Různé kovové třísky, zbytky tyčového materiálu po dělení normalizovaných profilů jsou ve skutečnosti cennou a především neznečištěnou surovinou.
Reprezentativní vzorek odpadu je taková část odpadu, kde podíly jednotlivých sledovaných složek odpadu a rozdělení hodnot sledovaného znaku (např. koncentrace) odpovídají poměrům vzorkovaného celku odpadu nebo vzorkované části tohoto celku.

## Nakládání s odpadem
Obrovské množství produkovaného nerecyklovatelného a nerecyklovaného odpadu v průmyslově rozvinutých zemích způsobuje stále větší problémy s jeho ukládáním. Jedním z nepřehlédnutelných případů jsou potíže Neapole.
S vyprodukovaným odpadem je třeba nějakým způsobem naložit. Od jednotlivých občanů a firem, kteří odpad ukládají do popelnic a kontejnerů, obvykle odpad vyvážejí popelářskými vozy obecní či městské komunální služby. Po jeho shromáždění se obvykle využije jedna z následujících možností:
- opětovné využití
- materiálové využití
  - recyklace
  - kompostování
- energetické využití
  - přímé spalování / zplyňování
  - výroba paliv
- uložení na skládce odpadů

Zvláštním způsobem se nakládá s některými nebezpečnými odpady, například jaderným odpadem. Samostatnou kapitolu také tvoří nebezpečný odpad jako jsou vybité baterie, staré léky, oleje, staré ledničky a další elektrospotřebiče. Takovýto odpad do běžné popelnice nepatří, ale je možné je odvézt do sběrného dvora. Nepoužité či prošlé léky je možné vrátit v lékárně, baterie je možné odevzdat v elektroprodejnách.

## Zákonné povinnosti
V  České republice problematiku nakládání s odpady obecně reguluje zákon č. 541/2020 Sb., o odpadech. Některé druhy odpadů jsou však z působnosti tohoto zákona vyjmuty a řešeny buď speciálními zákony, nebo nakládání s nimi není regulováno (např. emise látek znečišťujících ovzduší, radioaktivní odpady, výbušniny, střelivo a munice, přírodní látky ze zemědělské výroby využívané jako hnojivo nebo energeticky, nekontaminovaný vytěžený přírodní materiál použitý na místě těžby, sedimenty přemisťované v rámci povrchových vod a půda in situ. Speciální zákony mají přednost ve vztahu odpadním vodám, těžebnímu odpadu, léčivům, návykovým látkám a prekursorům drog, mrtvým tělům zvířat a vedlejším produktům živočišného původu, krmným surovinám a výrobkům s ukončenou životností.
Český zákon o odpadech 541/2000 Sb. definuje v § 4 odpad jako každou movitou věc, které se osoba zbavuje, má úmysl nebo povinnost se jí zbavit, přičemž se má za to, že osoba má úmysl zbavit se movité věci, pokud tuto věc není možné používat k původnímu účelu. Osoba má povinnost zbavit se movité věci, jestliže ji nepoužívá nebo ji není možné používat k původnímu účelu a tato věc současně ohrožuje životní prostředí, nebo byla vyřazena nebo stažena na základě právního předpisu, nebo vznikla při výrobě, jejímž prvotním cílem nebyla výroba nebo získání této věci, ale není vedlejším produktem. V pochybnostech, zda je movitá věc odpadem, rozhoduje krajský úřad na žádost vlastníka této movité věci nebo osoby, která prokáže právní zájem, nebo z moci úřední. Žádost o určení nelze podat, pokud je ve vztahu k téže věci již vedeno řízení o přestupku nebo řízení o uložení opatření k nápravě. 
Každý původce odpadů a oprávněné osoby musel splnit následující povinnosti dané v dřívějším zákonem č. 185/2011 Sb., o odpadech a dalšími právními předpisy. Jedná se zejména o § 39, odstavce 1 a 2, a § 66, odstavec 2, zákona o odpadech, viz níže:
§ 39
(1) Původci odpadů a oprávněné osoby, které nakládají s odpady, jsou povinni vést průběžnou evidenci o odpadech a způsobech nakládání s odpady. Evidence se vede za každou samostatnou provozovnu a za každý druh odpadu samostatně. Způsob vedení evidence pro jednotlivé druhy odpadů stanoví prováděcí právní předpis.      
(2) Původci odpadů jsou povinni v případě, že produkují nebo nakládají s více než 100 kg nebezpečných odpadů za kalendářní rok nebo s více než 100 tunami ostatních odpadů za kalendářní rok, nebo v daném kalendářním roce produkují nebo nakládají s odpady stanovenými prováděcím právním předpisem bez ohledu na množství těchto odpadů, zasílat každoročně do 15. února následujícího roku pravdivé a úplné HLÁŠENÍ o druzích, množství odpadů a způsobech nakládání s nimi obecnímu úřadu obce s rozšířenou působností příslušnému podle místa provozovny. Oprávněné osoby jsou povinny v případě, že nakládají v kalendářním roce s odpadem, zasílat každoročně do 15. února následujícího roku pravdivé a úplné hlášení o druzích, množství odpadů a způsobech nakládání s nimi a o původcích odpadů obecnímu úřadu obce s rozšířenou působností příslušnému podle místa provozovny.
§ 66
(2) Pokutu do výše 1 000 000 Kč uloží inspekce nebo příslušný obecní úřad obce s rozšířenou působností fyzické osobě oprávněné k podnikání nebo právnické osobě, která:
a) nevede v rozsahu a způsobem stanoveným v části šesté tohoto zákona evidenci odpadů a zařízení nebo neplní ve stanoveném rozsahu ohlašovací povinnost nebo nezašle ve stanovené lhůtě nebo ve stanoveném rozsahu příslušnému správnímu úřadu údaj týkající se zařízení k nakládání s odpady, nebo evidenci po stanovenou dobu nearchivuje
Zjednodušeně řečeno, každý, kdo v kalendářním roce vyprodukuje nebo nakládá s více než 100 kg nebezpečných nebo s více než 100 t ostatních odpadů, je povinen do 15. 2. následujícího roku podat hlášení o odpadech.